# 北京市通州区运河中学
39°53′N 116°40′E / 39.89°N 116.67°E

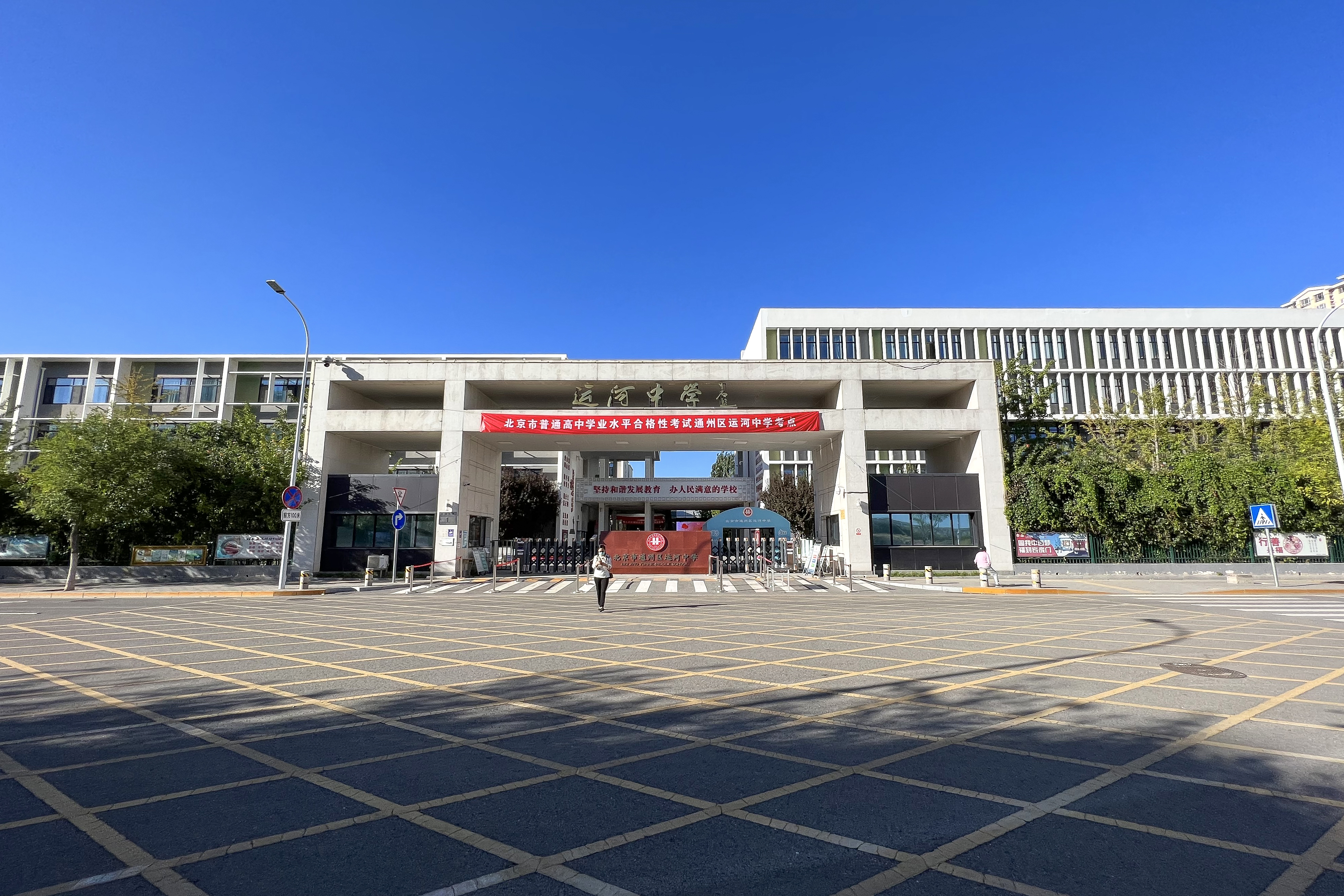
运河中学西校区

北京市通州区运河中学是一家教育部门主办的完全中学，位于北京市通州区运河西大街107号。始建于1984年，原名通县新城东里中学。1991年迁现址更名为运河中学。2003年通过专家组的评估成为北京市第三批示范高中。
学校占地面积73亩，基础设施包含办公楼、教学楼、实验楼、电教综合楼、学生宿舍楼、学生公寓和400米塑胶跑道运动场。学校现有50个教学班，学生2070人，教师194人，职员55人。

## 师资
据学校官网资料，学校有42个教学班，学生2200余人，教职工225人，包括专任教师168人，其中，具有本科学历190人、教育专业研究生20人、研究生课程班结业62人；有市级学科带头人2名，市级骨干教师11名；区级名校长1名，区级骨干教师共45名，其中名师8名，区级学科带头人14名，校级骨干教师18名，校内学科首席教师4名；特级教师1人，中学高级教师80人。

## 荣誉
运河中学是北京市示范高中、国家级节约型公共机构示范单位、北京市中小学德育工作先进集体、北京市体育传统校、全国“十一五”教育科研先进集体、全国百所德育科研名校、北京市十二五时期中小学教师培训实践基地、北京市文明礼仪学校、北京市奥运教育示范校、北京市环境示范校、北京市电化教育优类校、绿化美化先进单位、首都文明单位。